# Wiplerova vila
Wiplerova vila je novorenesanční stavba z let 1902–1903 situovaná na Orlickém nábřeží v Hradci Králové.

## Historie
Vilu navrhl architekt Václav Rejchl st. pro hradeckého radního a gymnazijního profesora Karla Wiplera. Dům byl situován na parcele vzniklé po bourání barokního opevnění města, v nově vznikající vilové čtvrti zvané Morušovka. V této oblasti se začala objevovat okázalá sídla bohatých měšťanů, Wiplerova vila zde stála jako první (druhá) a byla jednou z prvních samostatně stojících vil v Hradci Králové vůbec.
Vila se v téměř v nezměněné podobě, včetně interiérů, dochovala až do 21. století a od roku 2012 je chráněna jako kulturní památka.

## Architektura
Vila umístěná v nároží zahrady zaujme především věží s dlátovou střechou. Na hlavní i boční fasádě se uplatňuje rizalit zakončený renesančním štítem. Zajímavá je také psaníčková sgrafitová výzdoba. Dekorativní snítky lipových listů pod korunní římsou pak odkazují na styl tzv. české novorenesance. Výzdobu domu navrhoval architekt Václav Rejchl st. sám.
Dům byl od počátku navržen pro dvě rodiny se samostatným bytem pro domovníka, s celkem 13 pokoji. V interiéru se pak uplatňují další zdobné prvky, jako například štukové rozety nebo kované zábradlí (dílo hradeckého kováře Rabase).
V 70. letech 20. století vysadil majitel Jan Wipler v okolí domu popínavý loubinec, který pokryl celou fasádu.

## Fotogalerie

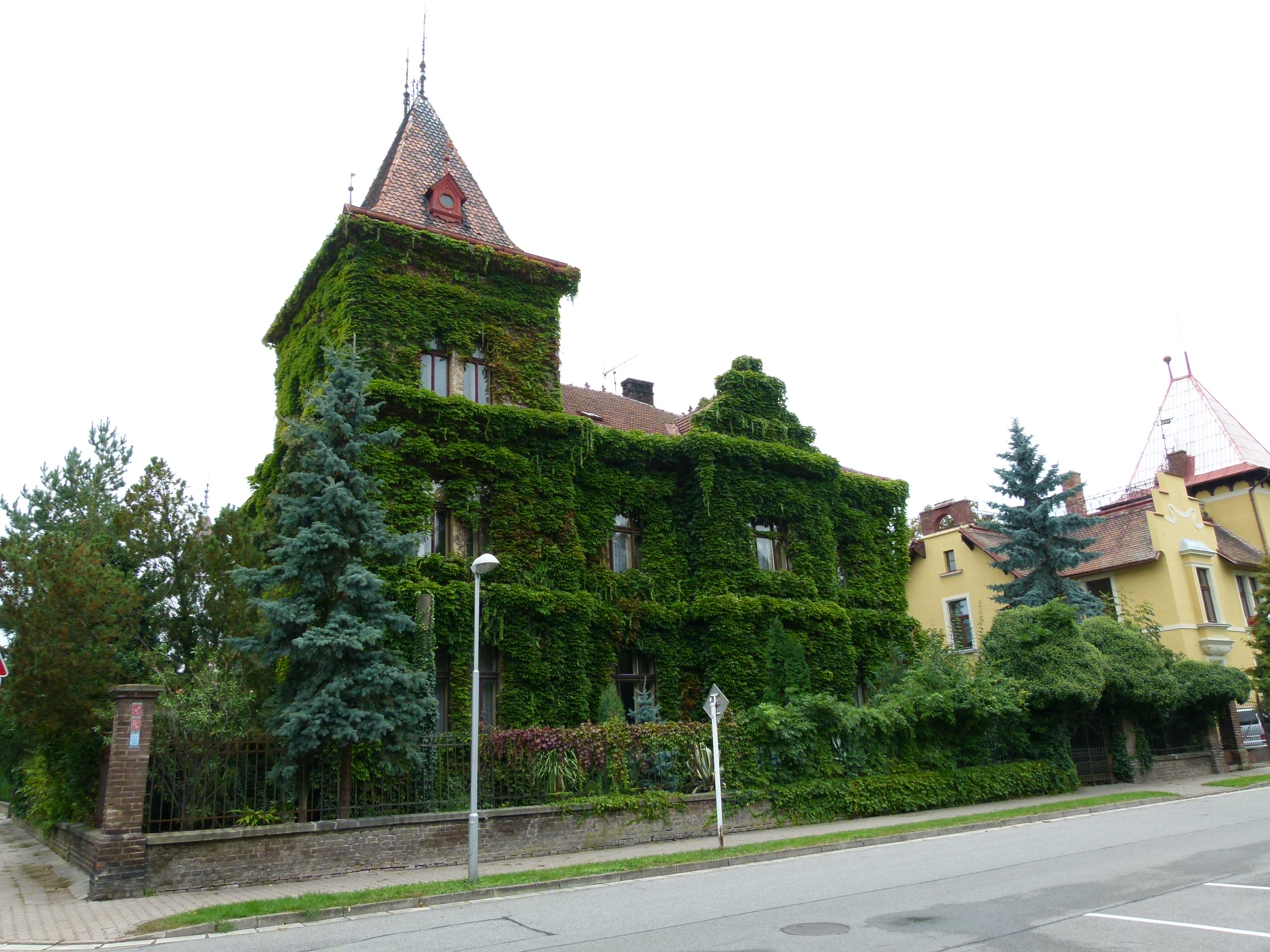
Wiplerova vila před rekonstrukcí
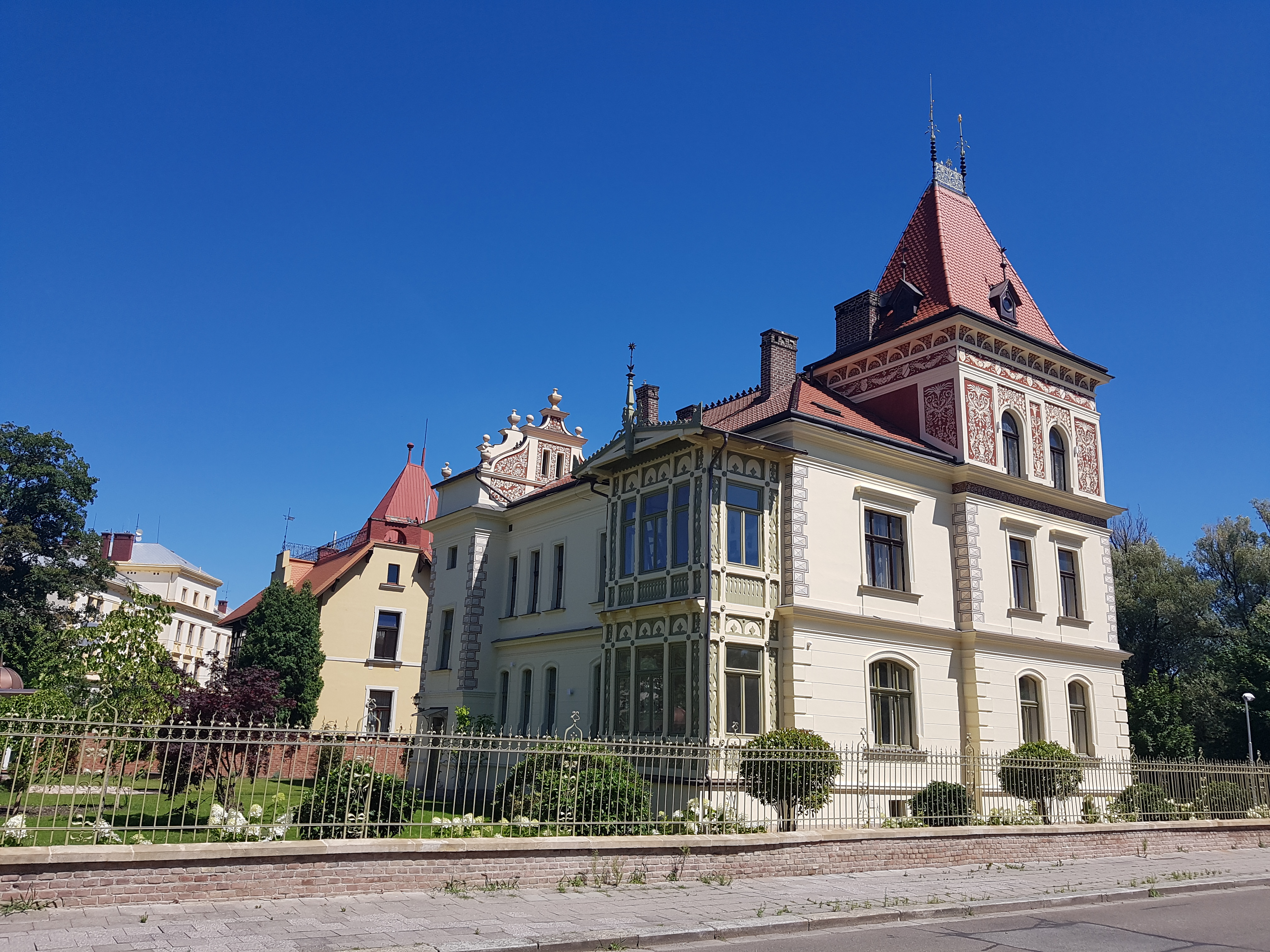
Wiplerova vila po rekonstrukci
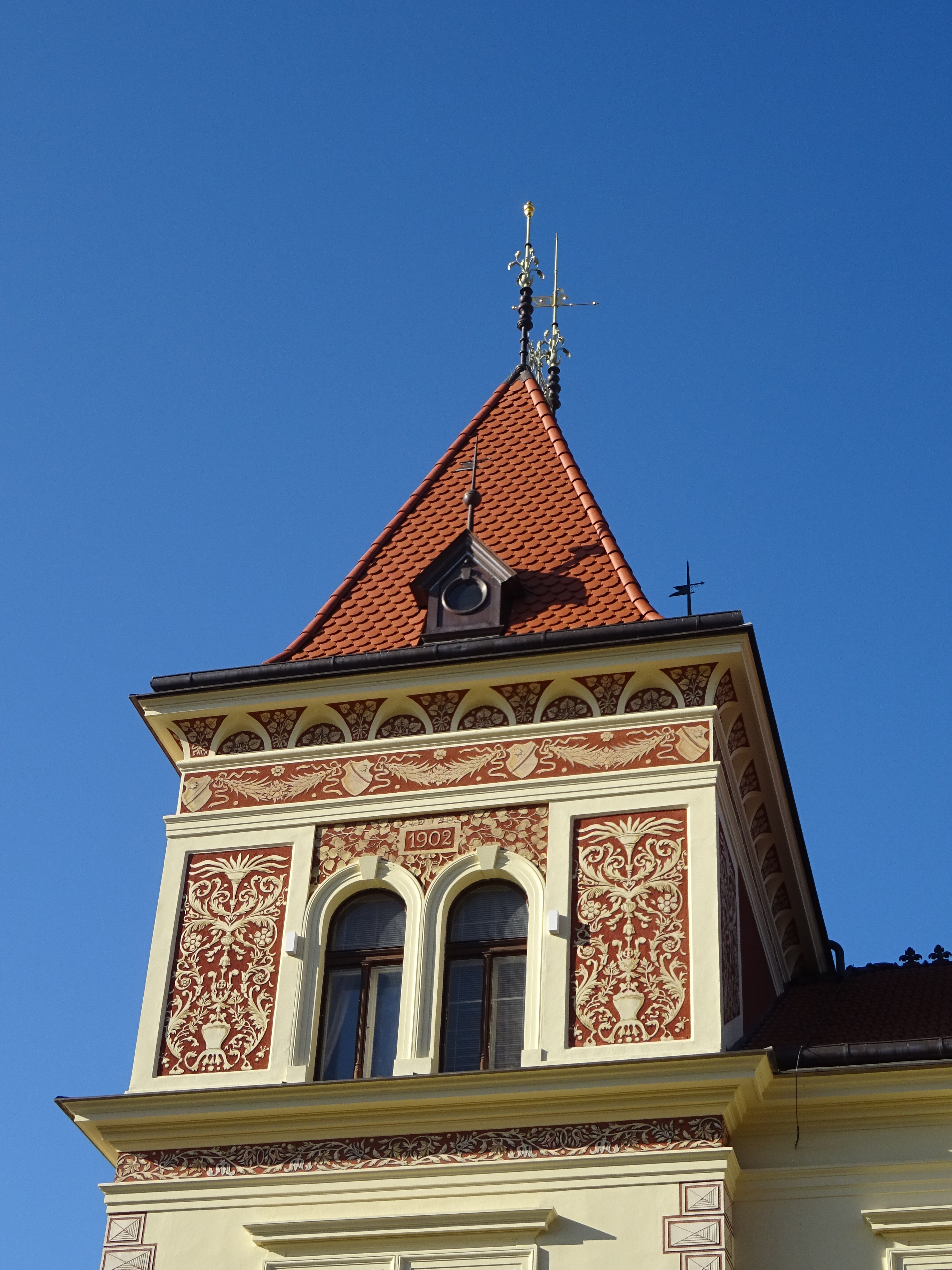
Detail věže se sgrafitovou výzdobou
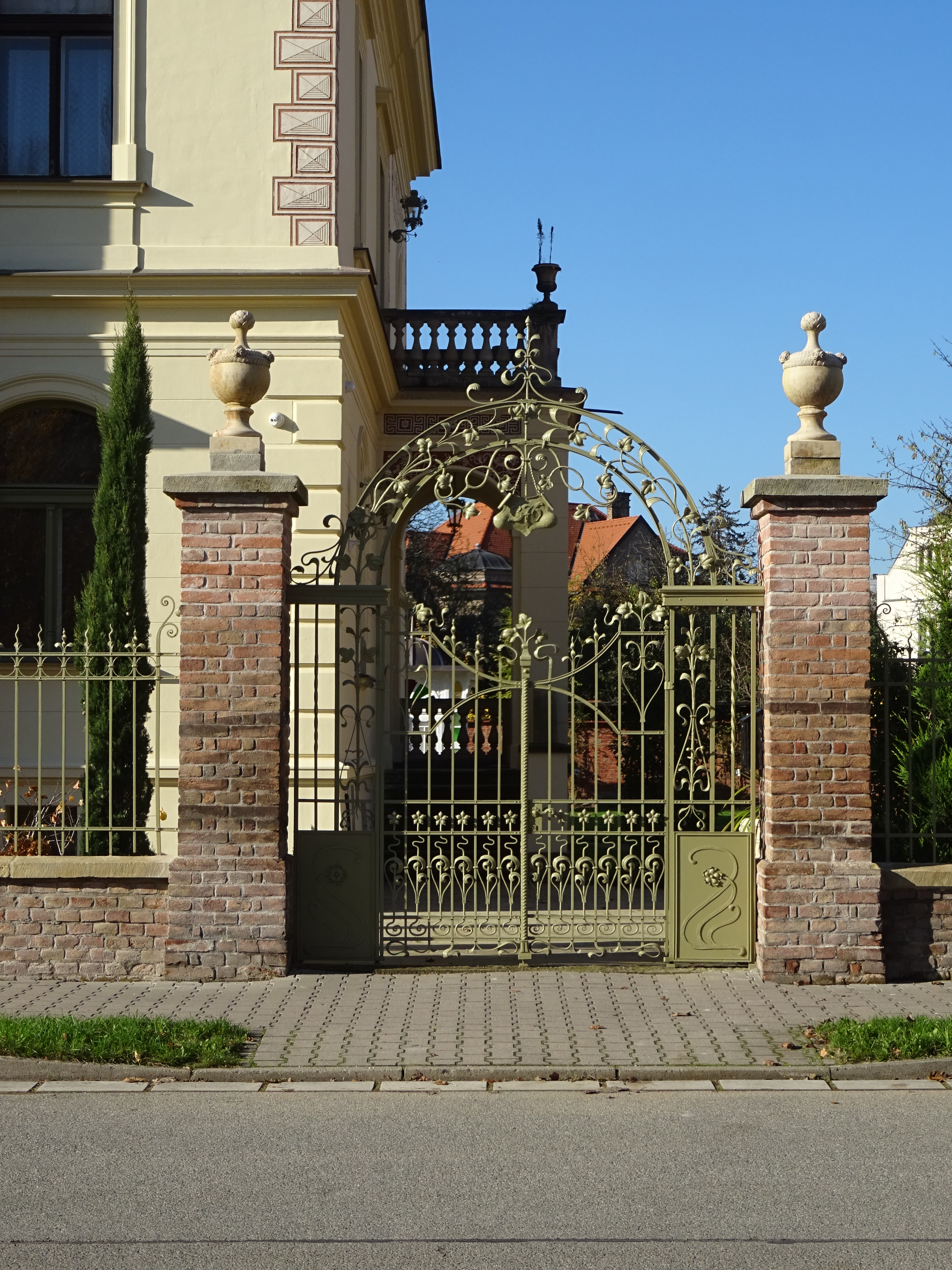
Branka do zahrady